# L100 Orbital Mass Accelerator
L100 Orbital Mass Accelerator est un projet de l'entreprise américaine SpinLaunch fondée en 2014 par Jonathan Laney. C'est un système de lancement spatial partiellement sans fusée à l'étude depuis 2015 constitué d'un accélérateur géant, une centrifugeuse électrique d'environ 90 m de diamètre, verticale et scellée sous vide qui pourrait réduire de quatre fois la consommation de carburant et les coûts de 10 fois par rapport aux lancements de fusées traditionnels, tout en lançant plusieurs charges utiles en orbite chaque jour.
Le L100 Orbital Mass Accelerator utilise un dispositif en fibre de carbone pour éjecter un projectile à des vitesses allant jusqu'à 8 000 km/h, plusieurs fois la vitesse du son, avant de le relâcher à travers un tube de lancement en direction du ciel.
Le projet abouti est en cours de développement pour lancer des satellites pesant jusqu'à 200 kg. La chambre à vide mesure 91 mètres de diamètre. La société affirme que les progrès de l'électronique doivent permettre aux composants des satellites de supporter 10 000 g à l'intérieur de la chambre de lancement à rotation rapide. Les tests ont prouvé que les satellites sont capables de supporter de telles conditions.
Le 22 octobre 2021, la société SpinLaunch a effectué son premier vol d'essai à Spaceport America au Nouveau-Mexique en lançant avec succès un prototype de véhicule à partir de son accélérateur suborbital qui a atteint des vitesses supersoniques et a été récupéré pour être réutilisé par la suite. SpinLaunch prévoit d'effectuer d'autres vols d'essai en 2022 avec différents véhicules et à différentes vitesses de lancement. Les premiers lancements clients sont prévus fin 2024. SpinLaunch a signé un partenariat avec la NASA.